# 莉亞·迪桑
莉亞·多娜·迪桑（英語：Leah Donna Dizon，1986年9月24日—）是一位美國模特兒和歌手，生於拉斯維加斯，2006年移居至日本的東京，父親為菲律賓華人，母親為法裔美國人。她有兩位胞兄，一位胞姐和兩位胞弟，她是家中六人兄弟姊妹中的次女。2008年10月14日，她在舞台上宣布已經懷孕4個月，及與其私人造型師Bun結婚，惟於2010年年底離婚。現是一女之母。

## 經歷
她在美國時已經常成為汽車雜誌的女模特兒。迪桑接受朋友建議，於2006年4月正式到日本發展。同年十月，她推出首本寫真（意即法語的「女朋友」）。
2007年日本Victor Entertainment正式簽下莉亞的唱片合約成為東洋歌手，並於情人節當天（2月14日）推出首張單曲《Softly》以及個人第2本寫真集【】。台灣環球音樂也於6月間簽下台灣的代理權，正式發行代理莉亞的台壓版唱片，也是日本境外唯一的正式授權的代理公司。
2007年11月7日將於日本東京的Shibuya O-East會館舉辦首次個人演唱會【Leah Dizon 1st Live 「Destiny Line」】。
2007年12月31日第58屆NHK紅白歌合戰初出場，獻唱〈戀しよう♪〉。
2008年10月14日，日本全國巡迴演唱的最後一日，在安可曲後向歌迷表明自己已經結婚以及懷孕4個月的消息。
2009年4月24日，誕下女兒，名為「美蘭」，正式成為母親。
據日本傳媒指兩人已決定離婚，早於2010年10月初Leah已遷出丈夫寓所，並帶同前一年4月出生的女兒美蘭展開新生活，Leah正就美蘭的撫養權問題跟Bun傾談離婚細節，有指夫妻間婚後在養育女兒及生活上均出現意見分歧，加上雙方價值觀也大有出入，導致發展成不能修補的關係，隨後於日本的部落格便停止更新。根據Leah經紀公司在2011年2月22日發出的聲明，Leah夫妻已於2010年12月完成離婚手續；女兒美蘭的撫養權完全歸Leah所有，而離婚協定的內容則未公開。
目前Leah與美蘭定居於紐約市，並參加表演班學習演戲。她表示未來仍希望能回到日本工作。
於2011年6月，Leah為位於美國曼哈頓的Shonan Cosmetic Surgery Clinic（湘南美容外科クリニック）拍攝廣告，該廣告於同年8月17日釋出。

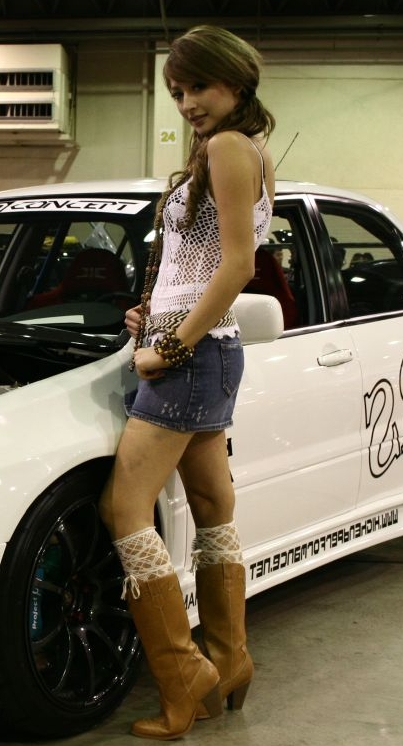
車展模特莉亞·迪桑

## 唱片

### 單曲
1. 「Softly」 2007年2月14日發行（最高位7位）
2. 「恋しよう♪」（愛我♪） 2007年5月30日發行（台灣版於2007年7月13日發行）（最高位7位）
3. 「L・O・V・E U」  2007年8月8日發行（台灣版於2007年8月17日發行）（最高位16位）
「L・O・V・E U」：集英社「PINKY」廣告歌曲。
4. 「Love Paradox」 2008年3月26日發行（最高位15位）
5. 「Vanilla」 2008年6月25日發行〈台灣版於2008年6月27日發行〉

### 專輯
1. 「Destiny Line」 2007年9月12日發行（台灣版於2007年9月14日發行）（最高位9位）
2. 「Communication !!!」 2008年8月20日發行

### 寫真
- 2006年10月1日：Petite Amie
- 2007年2月14日：Alo Leah! Hello! Leah（! Hello! Leah）
- 2007年10月5日：｢HEAVEN｣寫真集／DVD附
- 2008年3月26日：Pure Leah!
- 2008年10月23日：Memo Leah

## 演出作品

### MV
- Traffic in the Sky（2007年）

### 電視
- 《呀＜KIBA＞〜暗黒騎士鎧伝》：OV版外傳作品 (飾演エルダ)（2011年） （页面存档备份，存于）

### 廣告
- TECMO「忍者外傳 龍劍」
- 日本可口可樂
- JVC「デジタルオーディオ」
- RECRUIT「From．A關西版」
- 富士軟片「フジカラーデジカメプリント」
- LOTTE「雪見だいふく」「Rich水果巧克力」
- 花王「Essential」
- 湘南美容外科・歯科（2011年）

## 外部連結
- 莉亞·迪桑的Instagram帳戶
- （日語）Leah Dizon OFFICIAL SITE （页面存档备份，存于）
- （日語）Leah Dizon Official Blog （页面存档备份，存于）
- （日語）Sky Corporation - Leah Dizon Profile （页面存档备份，存于）
- （日語）Leah Dizon @ Victor Entertainment 日本唱片官方網站 （页面存档备份，存于）